# Der große Groschen
Der große Groschen ist ein deutscher Kurzfilm in schwarz-weiß aus dem Jahr 1956.
Der Film wurde vom Deutschen Sparkassen- und Giroverband in Auftrag gegeben und gehört zur Kategorie der Lehrfilme. Der Film spielt komplett in Memmingen.

## Handlung
Ein Junge verliert ein 10 Pfennig Stück, auch Groschen genannt, welches der örtliche Sparkassendirektor wiederfindet. Der Direktor schlägt vor, die 10 Pfennig zu sparen, damit sich dieser vermehrt.

## Historischer Hintergrund
Im Nachkriegsdeutschland im Jahr 1956 sollte die Bevölkerung wieder an das Sparen gewöhnt werden. Durch die hohe Inflation während der Jahre des Zweiten Weltkriegs und dem anschließenden Tauschhandel waren die Bürger erst wieder nach und nach bereit, ihr Geld auf die Bank zu bringen und nicht in Waren zu investieren. Es handelte sich hier vermutlich in erster Linie um einen Werbefilm, was auch durch den Auftraggeber der Sparkasse deutlich wird.